# 聖戰東征
《聖戰東征》（英語：Lionheart，或稱為）是一部1990年美國動作片，由薛爾頓·賴提執導並與尚-克勞德·范·達美、S·N·華倫（S. N. Warren）共同編劇。該片為賴提的長片導演處女作，范·達美主演，兩人先前在《拳霸天下》（1988年）中合作。劇情講述范·達美飾演的法國外籍兵團傘兵為了當兄長的家人籌集醫藥費，逃出軍營並到美國洛杉磯參加地下格鬥賽。《聖戰東征》於1990年8月1日在法國上映，1991年1月11日於北美上映；以600萬美元的預算在全球獲得2430萬美元的票房，可謂成功。

## 劇情
里昂·高提耶是駐紮在東非吉布提的法國外籍兵團傘兵，在得知他在美國洛杉磯的哥哥因毒品交易失敗而被放火燒傷後，違抗找自己麻煩的長官命令，大膽逃出軍營並在一搜輪船上工作，最後成為抵達美國。
里昂抵達紐約時沒有錢到洛杉磯，他在一場非法街頭格鬥中結識了流浪漢約書亞，其好身手讓約書亞印象深刻。於是里昂被對方引薦給富人辛西雅·卡爾德拉，辛西雅同意贊助里昂，稱他為「獅子心」（Lionheart）；接著里昂在上流社會的地下格鬥賽中勝出。里昂尋求辛西雅的協助，使自己前往洛杉磯。同時，外籍兵團協助洛杉矶警察局派出了兩位自己的人馬，將里昂帶到軍事法庭。
里昂到醫院的時，哥哥已經死去。儘管逮捕了他的兇手，但嫂子海倫身無分文，手裡拿著一疊未付的醫療費並需要照顧女兒妮可。里昂和約書亞沒有找到海倫的地址，但是當里昂試圖與海倫說話時，她憤怒地拒絕了他提供急需的財務幫助的提議，告誡里昂拋棄了他的哥哥，同時指責他已故的丈夫從事的毒品事業。
透過辛西雅，里昂重回地下格鬥賽賺錢，並以約書亞的名義以支票的形式將錢傳遞給了海倫，假裝這筆錢來自海倫的丈夫據稱已簽署的人壽保險單。辛西雅開始懷疑里昂並嫉妒海倫。在里昂被兩名兵團人士俘虜時，辛西雅的助手羅素救了他，但肋骨已骨折。當海琳目睹襲擊事件時，里昂和約書亞向她透露了不存在的保險單的真相，於是海琳最終承認里昂是妮可的叔叔。
辛西雅安排里昂與不敗的鬥士阿提拉交手，其風格包括先給對手可能戰勝的機會，再用殘酷的終結技了結對方。除了將全部財產都押在阿提拉上，辛西雅還同意在戰鬥後將里昂移交給兵團人士。意識到里昂受傷，約書亞未能成功地使他退出戰鬥。隨著戰鬥的進行，阿提拉意識到里昂的肋骨傷口並充分利用了這點，狠狠重傷了里昂。約書亞懇求里昂放棄戰鬥，並提出將其對里昂的投注中的獲勝分成。這激怒了里昂，後者用一系列的腳踢、膝蓋和野蠻的拳頭激發了自己的剩餘力量來擊敗阿提拉。里昂猛烈毆打阿提拉，但饒恕了他，留下了失去一切的辛西雅。海倫母女獲得里昂贏來的一筆錢，之後兵團人士將里昂拘留，但由於承認與他的家人的聯繫並為他的力量和決心留下深刻的印象，他們最終放走了里昂，里昂重新與他的家人和約書亞團聚。

## 演員
- 尚-克勞德·范·達美飾演里昂·高提耶（Lyon Gaultier）
- 哈里森·佩吉（英语：Harrison Page）飾演約書亞·艾爾德里奇（Joshua Eldridge）
- 黛博拉·雷納德（英语：Deborah Rennard）飾演辛西雅·卡爾德拉（Cynthia Caldera）
- 莉莎·佩莉肯（英语：Lisa Pelikan）飾演海倫·高提耶（Hélène Gaultier）
- 艾希莉·強森飾演妮可·高提耶（Nicole Gaultier）
- 布萊恩·湯普森（英语：Brian Thompson (actor)）飾演羅素（Russell）
- 麥可·奎西（英语：Michel Qissi）飾演穆斯塔法（Moustafa）
- 托尼·哈爾梅（英语：Tony Halme）飾演保安
- 克萊門特·馮·弗蘭肯斯坦（英语：Clement von Franckenstein）飾演英國投資者
- 阿卜杜·奎西（英语：Abdel Qissi）飾演阿提拉（Attila）
- 比利·布蘭克斯飾演非洲軍團士兵

## 製作
導演薛爾頓·賴提與他人合著的《拳霸天下》（1988年）捧紅了尚-克勞德·范·達美。他們成為了朋友，范·達美對賴提先前自編自導的短片《火力基地》（Firebase）印象深刻，並同意讓他執導《聖戰東征》。

## 外部連結
- 互联网电影数据库（IMDb）上《聖戰東征》的资料（英文）
- Box Office Mojo上《聖戰東征》的資料（英文）